# Lanfrank von Bec
Lanfrank von Bec OSB (frz. Lanfranc; lat. Lanfrancus Cantuariensis; * um 1010 in Pavia; † 28. Mai 1089 in Canterbury) war Theologe, Prior der Abtei Le Bec und Erzbischof von Canterbury.

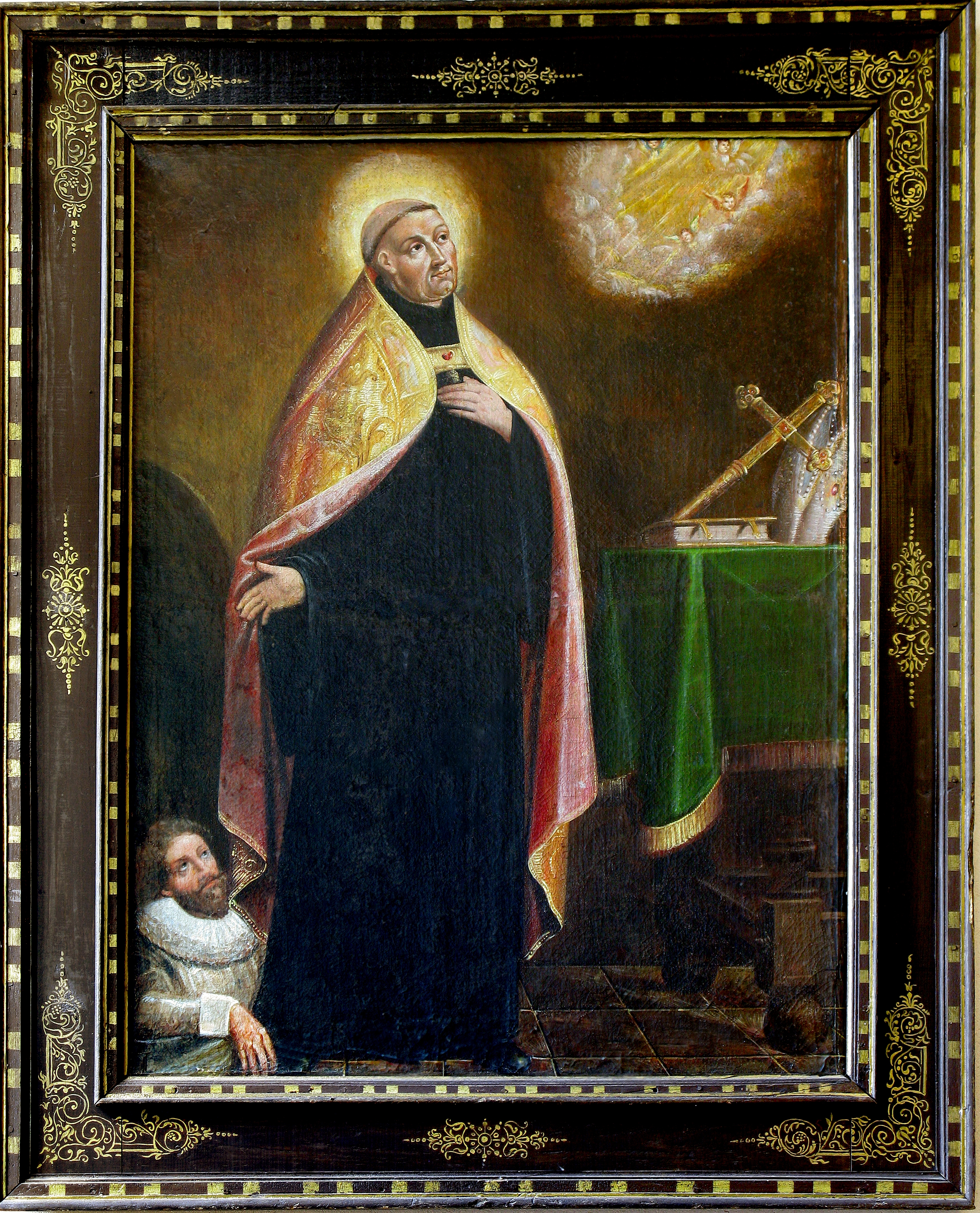
Lanfrank auf einem Gemälde aus dem 18. Jahrhundert. Zu seinen Füßen ist Berengar von Tours dargestellt.

## Leben
Lanfrank stammte aus einer vornehmen Familie in Pavia und studierte an verschiedenen oberitalienischen Schulen die freien Künste. Ab etwa 1030 wirkte er als Lehrer der Grammatik, Dialektik und Rhetorik (Trivium) in Burgund, im Loiretal und an der Kathedralschule von Avranches.
Nach einem Bekehrungserlebnis trat er 1042 in die Einsiedlergemeinschaft der Abtei Le Bec ein, deren Prior er von 1045 bis 1063 war. Zu seinen zahlreichen Schülern zählten Gilbert Crispin und ab 1059 Anselm von Canterbury.
Im Abendmahlsstreit setzte er sich ab ca. 1050 vor allem gegen Berengar für die Auffassung der Realpräsenz ein und schuf mit seinem Rückgriff auf Aristoteles’ Lehre von Substanz und Akzidenz (de corpore et sanguine domini, Kap. 18) die Grundlage für die spätere Transsubstantiationslehre.
1063 wurde er Abt der Abtei St. Stephan in Caen und war unter Wilhelm dem Eroberer von 1070 bis 1089 Erzbischof im englischen Canterbury. Er war ein großer Förderer der Abtei von St Albans, deren erster normannischer Abt sein Verwandter Paul wurde.
Sein Gedenktag ist der 28. Mai.